# Concerto per un film: L'arma
Concerto per un film: L'arma è un album di Tullio De Piscopo, pubblicato nel 1978.

## Tracce
Lato A
1. West Side Story medley (Maria- Tonight - America) – 6:18
2. Black star (dal film L'Arma) – 4:58
3. Temptation – 5:15
4. Cavalcata delle Valkirie – 4:05

Durata totale: 20:36
Lato B
1. Tarantella p' 'o scugnizzo – 6:29
2. Vesale – 4:19
3. Accattateve 'o 'mbrello (dal film L'Arma) – 5:40
4. Mbriachete tu (dal film L'Arma) – 4:54

Durata totale: 21:22